# Marie Šedlbauerová
Marie Šedlbauerová (23. ledna 1865 Sedlčany – 5. května 1916 Praha) byla česká pedagožka, překladatelka, novinářka, spisovatelka, spolková činovnice, sufražetka a feministka, povoláním učitelka.

## Život
Narodila se v Sedlčanech v jižních Čechách v rodině soukeníka, v době jejího dětství se rodina přestěhovala na Žižkov u Prahy. Absolvovala obecnou školu a měšťanskou školu v Karlíně, následně pak nastoupila na pražský ústav pro učitelky. Toto povolání bylo v té době při výkonu spojeno s příslibem celibátu, zůstala tedy svobodná.
Následně pak učila, mj. italštinu, na škole v Žižkově, poté ve Slaném, od roku 1905 pak působila v Uhříněvsi. Věnovala se literární tvorbě (povídky, básně a další) a novinářské činnosti, v letech 1900 až 1902 byla redaktorkou Časopisu učitelek a čilou spolupracovnici několika českých a moravských ženských periodik. Byla členkou spolků Ženský klub Český, Výboru pro volební právo žen, či spolku Minerva, usilujícího o vznik prvního českého dívčího gymnázia, k čemuž došlo roku 1890. Na její texty několik hudebních skladatelů zkomponovalo několik koncertních písní.
Marie Šedlbauerová zemřela 5. května 1916 v Praze ve věku 51 let.

## Dílo (výběr)
- První květy (sbírka básní, Žižkov, 1891)

- Příruční slovník cizích slov italských (Praha, 1891)